# Company (film, 2002)
Pour plus de détails, voir Fiche technique et Distribution.
Company est un thriller indien, réalisé par Ram Gopal Varma, sorti en 2002.

## Synopsis
Le chef d'un syndicat nommé Malik engage un petit gangster nommé Chandu dans la pègre.

## Fiche technique
Sauf indication contraire, les informations mentionnées dans cette section peuvent être confirmées par la base de données cinématographiques IMDb,  présente dans la section « Liens externes ».
- Titre : Company
- Réalisation : Ram Gopal Varma
- Direction artistique : R. Verman Shetty
- Costumes : Shaahid Amir, Manish Malhotra, Ashley Rebello, Jaswinder Sachdev, Raghuveer Shetty
- Maquillage : Maria Sharma, Harish Wadhone
- Photographie : Hemant Chaturvedi
- Montage : Chandan Arora
- Musique : Sandeep Chowta
- Paroles : Javed Akhtar
- Production : C. Ashwini Dutt, Boney Kapoor, Ram Gopal Varma
- Sociétés de production : Varma Corporation, Vyjayanthi Movies
- Sociétés de distribution : Eros Entertainment, Eros International, Eros Multimedia Pvt. Ltd.
- Budget de production : 70 000 000 ₹
- Pays d'origine :  Inde
- Langue originale : hindi
- Format : couleurs - 2,35:1 - DTS / Dolby Digital - 35 mm
- Genre : action, drame, film de gangsters, thriller
- Durée : 155 minutes (2 h 35)
- Dates de sorties en salles :
  - Inde : 12 avril 2002

## Distribution
- Mohanlal : Srinivasan
- Manisha Koirala : Saroja
- Vivek Oberoi : Chandrakant "Chandu" Nagre
- Ajay Devgan : Malik
- Seema Biswas : Ranibai
- Antara Mali : Kannu
- Akash Khurana : Vilas Pandit
- Mukesh Bhatt : Akram Ali Ansari
- Madan Joshi : Aslam Bhai
- Bharat Dabholkar : ministre de l’intérieur

## Box-office
- Box-office Inde: 360 290 000 Roupies.
- Budget: 150 000 000 Roupies indiennes.

Box-office india qualifie le film de Hit.

## Distinctions
| Date            | Distinction     | Catégorie                             | Nom              | Résultat   |
| --------------- | --------------- | ------------------------------------- | ---------------- | ---------- |
| 11 janvier 2003 | Zee Cine Awards | Meilleur acteur dans un second rôle   | Vivek Oberoi     | Lauréat    |
| 11 janvier 2003 | Zee Cine Awards | Meilleur espoir masculin              | Vivek Oberoi     | Lauréat    |
| 11 janvier 2003 | Zee Cine Awards | Meilleure histoire                    | Jaideep Sahni    | Lauréat    |
| 16 janvier 2003 | Screen Awards   | Meilleur acteur                       | Ajay Devgan      | Lauréat    |
| 16 janvier 2003 | Screen Awards   | Meilleur acteur dans un second rôle   | Mohanlal         | Lauréat    |
| 16 janvier 2003 | Screen Awards   | Meilleur espoir masculin              | Vivek Oberoi     | Lauréat    |
| 16 janvier 2003 | Screen Awards   | Meilleur film                         | Company          | Nomination |
| 16 janvier 2003 | Screen Awards   | Meilleure actrice dans un second rôle | Seema Biswas     | Nomination |
| 16 janvier 2003 | Screen Awards   | Meilleure actrice dans un second rôle | Antara Mali      | Nomination |
| 21 février 2003 | Filmfare Awards | Meilleur acteur dans un second rôle   | Vivek Oberoi     | Lauréat    |
| 21 février 2003 | Filmfare Awards | Meilleur espoir masculin              | Vivek Oberoi     | Lauréat    |
| 21 février 2003 | Filmfare Awards | Meilleure actrice - critiques         | Manisha Koirala  | Lauréat    |
| 21 février 2003 | Filmfare Awards | Meilleure histoire                    | Jaideep Sahni    | Lauréat    |
| 21 février 2003 | Filmfare Awards | Meilleure montage                     | Chandan Arora    | Lauréat    |
| 21 février 2003 | Filmfare Awards | Meilleur film                         | Company          | Nomination |
| 21 février 2003 | Filmfare Awards | Meilleur réalisateur                  | Ramp Gopal Varma | Nomination |
| 21 février 2003 | Filmfare Awards | Meilleur acteur                       | Vivek Oberoi     | Nomination |
| 21 février 2003 | Filmfare Awards | Meilleur acteur dans un second rôle   | Mohanlal         | Nomination |
| 21 février 2003 | Filmfare Awards | Meilleure actrice dans un second rôle | Antara Mali      | Nomination |
| 17 mai 2003     | IIFA Awards     | Meilleur acteur dans un second rôle   | Mohanlal         | Lauréat    |
| 17 mai 2003     | IIFA Awards     | Meilleur montage                      | Chandan Arora    | Lauréat    |
| 17 mai 2003     | IIFA Awards     | Meilleures cascades                   | Allan Amin       | Lauréat    |